# Grabmal Willy Merck
Das Grabmal von Willy Merck ist ein Denkmal in Darmstadt.

## Geschichte und Beschreibung
Das Grabmal von Willy Merck wurde im Jahre 1932  aufgestellt.
Die kreisförmige Grabanlage aus Granit symbolisiert mit ihren Säulen und den daraufliegenden Trägern ein unvollendetes Haus.
In der Rotunde stehen ein großer Grabstein und mehrere Plastiken. Die Bronzen Fackelträger, Mädchengruppe sowie zwei in der Nachkriegszeit gestohlene Knabenfiguren sind von Ernesto de Fiori. 
Grabstelle: Waldfriedhof Darmstadt L 2k 14/15.

## Denkmalschutz
Aus architektonischen, baukünstlerischen und stadtgeschichtlichen Gründen gilt das Grabmal als Kulturdenkmal.